# Wymiar sprawiedliwości w Niemczech
Wymiar sprawiedliwości w Niemczech – według art. 92 Ustawy Zasadniczej Republiki Federalnej Niemiec z 23 maja 1949 władzę wymiaru sprawiedliwości zawierza się sędziom; sprawują ją Federalny Trybunał Konstytucyjny, sądy federalne przewidziane w wyżej wymienionej ustawie oraz sądy krajów związkowych. Judykatywa jest ustrojowo ściśle odseparowana od legislatywy oraz egzekutywy, co nie oznacza funkcjonowania wymiaru sprawiedliwości w izolacji od pozostałych władz. Punktami styczności są np. stanowione przez władzę ustawodawczą prawo o ustroju sądów powszechnych i postępowaniu sądowym, wybór przez Bundestag i Bundesrat sędziów Federalnego Trybunału Konstytucyjnego.

## Sądownictwo powszechne i sądy najwyższe
Niemiecki system wymiaru sprawiedliwości charakteryzuje się trójinstancyjnością postępowania sądowego.
W sądownictwie administracyjnym sądy administracyjne (Verwaltungsgerichte) tworzą pierwszą instancję, instancją drugą, odwoławczą są wyższe sądy administracyjne (Oberverwaltungsgerichte), trzecią instancją, jako instancja rewizyjna, jest Federalny Sąd Administracyjny (Bundesverwaltungsgericht). Podobną budowę wykazuje sąd pracy: pierwszą instancję stanowi sąd pracy (Arbeitsgerichte), drugą instancją odwoławczą jest regionalny sąd pracy (Landesarbeitsgericht), trzecią instancją, jako instancja rewizyjna jest Federalny Sąd Pracy (Bundesarbeitsgericht) oraz sąd do spraw socjalnych: pierwszą instancję stanowi sąd do spraw socjalnych (Sozialgerichte), drugą instancją odwoławczą jest regionalny sąd do spraw socjalnych (Landessozialgerichte), trzecią instancją jako instancja rewizyjna Federalny Sąd do Spraw Socjalnych (Bundessozialgericht).
W zakresie spraw cywilnych i karnych oprócz sądów rejonowych (Amtsgerichte) mogą być w pierwszej instancji właściwe także sądy krajowe (Landgerichte).
Federacja może utworzyć sąd federalny dla rozstrzygania spraw w zakresie ochrony prawnej działalności gospodarczej oraz wojskowe sądy karne jako sądy federalne dla sił zbrojnych. Wojskowe sądy karne mogą sprawować sądownictwo karne w stanie obrony, w stosunku do członków sił zbrojnych wysłanych za granicę lub zaokrętowanych na statkach wojennych. Sądy te należą do zakresu działania Federalnego Ministra Sprawiedliwości. Ich etatowi sędziowie muszą posiadać uprawnienia do wykonywania urzędu sędziowskiego.
Sądem najwyższej instancji dla sądu federalnego dla rozstrzygania spraw w zakresie ochrony prawnej działalności gospodarczej oraz wojskowych sądów karnych jest Trybunał Federalny.
Sądy dla odrębnych dziedzin mogą być utworzone tylko na podstawie odrębnych ustaw.
Sądy wyjątkowe są niedopuszczalne.

### Wyjątki od zasady trójinstancyjności
W niektórych przypadkach tok postępowania sądów rejonowych w sprawach cywilnych może być dwu- a nawet jednoinstancyjny. Jeżeli przepisy dopuszczają rewizję nadzwyczajną (Revision), rolę instancji odwoławczej przyjmuje z reguły Trybunał Federalny do spraw Cywilnych i Karnych (Bundesgerichtshof). Dwuinstancyjność jest typowa dla sądownictwa skarbowego (Finanzgerichtsbarkeit). Pierwszą instancję stanowią sądy skarbowe (Finanzgerichte), drugą, rewizyjną jest Federalny Trybunał Skarbowy (Bundesfinanzhof).

## Najwyższe trybunały w Niemczech
1) Federalny Trybunał Konstytucyjny (Bundesverfassungsgericht) z siedzibą w Karlsruhe
2) Trybunał Federalny (Bundesgerichtshof), którego orzecznictwo obejmuje sprawy cywilne i karne, posiada siedzibę w Karlsruhe. Jego piąty Senat ds. Karnych znajdował się w Berlinie, zaś od 1997 roku orzeka w Lipsku.
3) Federalny Sąd Administracyjny (Bundesverwaltungsgericht) – początkowo z siedzibą w Berlinie, a od roku 2002 w Lipsku
4) Federalny Trybunał Skarbowy (Bundesfinanzhof) – siedziba znajduje się w Monachium
5) Federalny Sąd Pracy (Bundesarbeitsgericht) – jego siedziba została przeniesiona w 1999 z Kassel do Erfurtu
6) Federalny Sąd do spraw socjalnych (Bundessozialgericht) – siedziba mieści się w Kassel

### Powołanie sędziów trybunału
O powołaniu sędziów trybunałów decyduje właściwy dla danej dziedziny minister federalny wspólnie z Komisją wyboru sędziów, która składa się z krajowych ministrów właściwych dla danej dziedziny, oraz, w równej liczbie, z członków, których wybiera parlament.

## Federalny Trybunał Konstytucyjny
Federalny Trybunał Konstytucyjny (Bundesverfassungsgericht) należy do naczelnych organów państwa. Jego pozycja w niemieckim systemie ustrojowym pozostaje wyraźnie wyodrębniona od pozostałych sądów oraz uniezależniona organizacyjnie od wszystkich organów władzy. Samodzielnie ustala swój plan wydatków budżetowych oraz nie podlega (w przeciwieństwie do pozostałych sądów federalnych) nadzorowi federalnego ministra sprawiedliwości. Trybunał, a dokładniej jego plenum, czyli wszyscy sędziowie Trybunału, uchwala własny regulamin pracy.
Federalny Trybunał Konstytucyjny składa się z dwóch senatów. W każdym z tych senatów orzeka po ośmiu sędziów, co daje w sumie liczbę 16 sędziów Federalnego Trybunału Konstytucyjnego. Połowę sędziów wybiera powołana przez Bundestag z grona posłów (a więc pośrednio) 12-osobowa komisja wyborcza sędziów Federalnego Trybunału Konstytucyjnego, drugą połowę wybiera bezpośrednio Bundesrat. Zarówno w jednym, jak i drugim przypadku musi się to odbyć z zachowaniem uzyskania 2/3 głosów. Kadencja sędziów Trybunału (bez prawa reelekcji) trwa 12 lat, nie dłużej jednak jak do osiągnięcia 68. roku życia. Ze szczególnych warunków od których spełnienia uzależniony jest wybór sędziego do Federalnego Trybunału Konstytucyjnego, można wymienić:
1) ukończenie 40. roku życia,
2) posiadanie kwalifikacji do wykonywania zawodu sędziego,
3) niepołączalność pełnienia stanowiska sędziego Trybunału z piastowaniem mandatu posła do Bundestagu, rządu federalnego bądź odpowiednio krajowych ciał ustawodawczych lub wykonawczych.
W przypadku sędziów Trybunału zakazane jest prowadzenie działalności zawodowej, innej aniżeli wykonywanie zawodu nauczyciela akademickiego w zakresie nauk prawnych. Sędziowie podlegają tylko ustawom. Usunięcie sędziego Trybunału z jego składu jest możliwe pod warunkiem niegodnego postępowania, prawomocnego wyroku skazującego na karę pozbawienia wolności dłuższą niż 6 miesięcy, poważnego naruszenia obowiązków służbowych. Decyzję o wszczęciu takiego postępowania należy do plenum Trybunału.

### Kompetencje Federalnego Trybunału Konstytucyjnego
Według art 93 UZ Federalny Trybunał Konstytucyjne orzeka:
1) o wykładni ustawy Zasadniczej w przypadku sporów o zakres praw i obowiązków poszczególnych naczelnych organów federalnych lub innych podmiotów, które są wyposażone na mocy Ustawy Zasadniczej bądź regulaminu naczelnego organu federalnego we własne prawa
2) w przypadku różnicy poglądów lub wątpliwości co do formalnej bądź rzeczowej zgodności prawa federalnego lub prawa krajowego z Ustawą Zasadniczą albo co do zgodności prawa krajowego
z pozostałym prawem federalnym na wniosek rządu federalnego, rządu krajowego lub 1/4 członków parlamentu
3) w przypadku różnicy poglądów co do praw i obowiązków federacji i krajów związkowych
4) w innych publiczno-prawnych sporach między federacją a krajami, między poszczególnymi krajami związkowymi lub wewnątrz jednego z krajów związkowych, o ile nie istnieje inna droga sądowa
5) w sprawie skarg konstytucyjnych, które mogą być wniesione przez każdego, kto twierdzi, że władze publiczne naruszyły któreś z jego praw podstawowych lub praw
6) w sprawie skarg zrzeszeń na nieuznanie ich jako partie polityczne przed wyborami do parlamentu.

## Status sędziego
Art 97 ust. 1 UZ stanowi, iż sędziowie są niezawiśli i podlegają tylko ustawom. Etatowi sędziowie powoływani na czas nieokreślony mogą zostać zwolnieni wbrew swojej woli na stałe lub czasowo przed upływem okresu swojego urzędowania, względnie przeniesieni na inne stanowisko bądź w stan spoczynku tylko na mocy orzeczenia sądowego i tylko z przyczyn przewidzianych w ustawach. Federalny Trybunał Konstytucyjny może na wniosek parlamentu większością 2/3 głosów zarządzić przeniesienie sędziego na inny urząd lub w stan spoczynku, jeżeli sędzia ten w czasie urzędowania lub też poza nim narusza zasady Ustawy Zasadniczej lub porządek ustrojowy jednego z krajów związkowych (w przypadku wykroczenia umyślnego może być orzeczone zwolnienie)- art 98 ust 2 UZ.